# Jean Metzinger
Jean Metzinger (Nantes, 24 juni 1883 - Parijs, 3 november 1956) was een Franse kunstschilder die aanvankelijk in de stijl van het neo-impressionisme werkte maar na zijn ontmoeting met Pablo Picasso en Georges Braque in 1907 zich vanaf 1908 aansloot bij het kubisme.
Rond 1900 studeerde Metzinger aan de kunstacademie van zijn geboortestad Nantes waar hij les kreeg van de portretschilder Hippolyte Touront die hem de academische en conventionele techniek van schilderen leerde. Metzinger voelde zich verbonden met de stijl van zijn tijd en nam met een aantal schilderijen deel aan een expositie in het Salon des Indépendants.
Het succes zette hem aan om in 1903 naar Parijs te verhuizen. Daar evolueerde zijn stijl van het neo-impressionisme naar het kubisme.
In 1912 schreef hij een verhandeling - Du cubisme - samen met Albert Gleizes. Metzinger werd als docent aangesteld aan de Académie de la Palette in Parijs en later aan de Académie Arenius.